# Triakel
Triakel ist ein schwedisches Folkmusik-Trio. Es besteht aus der Sängerin Emma Härdelin, dem Geiger Kjell-Erik Eriksson und Janne Strömstedt, der Harmonium spielt. Emma Härdelin ist auch Sängerin der Band Garmarna und Kjell-Erik Eriksson und Janne Strömstedt sind bzw. waren Mitglieder der Folk-Rock-Band Hoven Droven. 

## Geschichte
Die Gruppe wurde 1995 gegründet, nachdem Eriksson und Strömstedt wegen einer verlorenen Wette zu Silvester gemeinsam einige Lieder gespielt hatten. Der Erfolg dieses Auftritts war dabei so überzeugend, dass die zwei beschlossen, das Projekt weiterzuführen. Da Eriksson mit Emma Härdelin bekannt war, fragte er sie, ob sie sich an dem neuen Projekt beteiligen möchte, woraufhin die drei Triakel gründeten.
Den Namen hat die Band von einer für Jämtland typischen Süßigkeit aus Lakritz.

## Diskografie
- 1998: Triakel
- 1999: Innan Gryningen
- 2000: Vintervisor
- 2004: Sånger från 63° N
- 2005: Tio år Triakel
- 2011: Ulrikas minne - Visor från Frostviken
- 2014: Thyra
- 2019: Händelser i Nord